# 加州大学董事会诉巴基案
加州大学董事会诉巴基案（Regents of the University of California v. Bakke），438 U.S. 265 (1978),是美国联邦最高法院裁决的一个里程碑式案件，支持了肯定性行动（又称平权法案），允许高校招生时将种族作为考量的多个因素之一。不过判决中也质疑了一些特定的程序，如加州大学戴维斯分校医学院每100个招生名额中要有16个少数族裔学生配额的规定是不受允许的。
虽然最高法院已经宣布学校中的种族隔离是非法的，并且下令校区采取措施确保种族融合，但由大学自愿采取的肯定性行动措施的合法性问题尚未得到解决。支持者认为需要有这样的措施来对过去的歧视加以弥补，而反对者则认为这样的措施是非法的，违反了美利坚合众国宪法第十四条修正案的平等保護條款。1974年时曾有一个德夫尼斯诉奥迪加德案（DeFunis v. Odegaard）上诉到最高法院，该案直接涉及的就是肯定性行动的合宪性问题，但最终法院以程序方面的原因驳回了案件。
艾伦·P·巴基（Allan P. Bakke）是一位工程师及前美国海军陆战队军官，他打算进入医学院就读但数次遭拒，部分是因为他已年过三旬，对于新入学者来说年纪有些太大。两次被拒绝后，巴基将加州大学戴维斯分校医学院告上了州法庭，加利福尼亚州最高法院判决医学院败诉，其政策侵犯了白人申请者的权利，并下令接受巴基入学。联邦最高法院之后受理了这个引起公众广泛关注的案件。
最高法院的众位大法官对这起案件存在显著的分歧，9名大法官一共给出了6份意见。法院的裁决由大法官劉易斯·鮑威爾执笔，来自两个不同阵营的4名法官分别赞成他意见中的不同部分。鲍威尔认为，政府有强制性的义务来保障课堂上的多样性，所以肯定性行动政策通常是合宪的，并且也不会违反《1964年民权法案》。但是加州大学戴维斯分校所制订的为少数族裔强制分配16个名额的政策在多数大法官看来都有些过份，因此法院裁决该校应该接受巴基。这一案件的实际效果就是大部分肯定性行动政策继续得以不受影响地执行。但对于这个案件判决究竟是一个有约束力的先例，亦或只是一个複數意見書的问题仍然存在争议，一直到2003年的格鲁特诉布林格案中，最高法院以多数意见维持了鲍威尔的立场，这个问题才得到了解答。

## 背景

### 法律进程
联邦最高法院曾在1954年的布朗訴托皮卡教育局案中作出裁决，公立学校中的种族隔离是违宪的。之后的15年里，法院又作出了多个有关种族和民权的里程碑式判决，但对于美国南部多个州学校中的种族融合则主要由下级法院加以监督:79。1964年，美国国会通过了《1964年民权法案》:24，其中的第六条禁止任何接受联邦拨款的计划和活动存在种族歧视行径:6。到了1969年，公立学校的种族融合已经有了较为顺利的进展。这年最高法院在格林诉新肯特县县教育董事会案（Green v. County School Board of New Kent County）中重新审视了废除学校中种族隔离的问题，认为单靠消除种族歧视性做法是不够的，州政府有义务积极努力地废除学校中的种族隔离制度:28-29。弗吉尼亚州的新肯特县必须允许其管辖范围内的适龄儿童选择任何一所学校就读，但很少会有学生选择那些绝大多数是不同种族同学的学校。1970年，最高法院在斯旺诉夏洛特—梅克伦堡教育委员会案（Swann v. Charlotte-Mecklenburg Board of Education）中维护了以种族融合校车来废除学校种族隔离制度的政策。:28-29
虽然公立高校大都已进行了法院要求的种族融合，但自主选择性招生的高校和研究生课程，以及源于这些学校相应专业的学生仍然几乎全部都是白人。许多非裔美国人学子只能在招生过程中选择次等或是师资力量不足的学校。1960年代末的许多民权活动家对此深感不满，他们认为，鉴于非裔美国人长期贫困且遭受歧视的历史，应该给予少数族裔一定程度的优惠政策。这一立场得到了自由主义者的普遍支持，许多公立和私立大学都开始推行肯定性行动政策:3-10。加州大学戴维斯分校医学院于1968年成立，其招收的首批学员全部都是白人，教职员工对此深感担忧，学校因此开展了一个特殊的招生计划“来弥补遭受社会不公正歧视的受害者”:4。申请表格中包含一个问题，询问提出申请的学生是否希望被认为属于弱势群体，作出肯定回答的学生将由一个特别委员会进行筛选，该委员会中大部分成员是少数族裔。起初新入学班级有50名学生，其中8个位置为少数族裔保留，到了1971年班级规模翻倍时，经特别委员会推荐的候选人名额也相应扩充到了16个。这一计划下虽然名义上对白人开放，但实际上没有录取过一个白人。考虑到该特别委员会推荐的候选人固定名额数量，这一点是很不寻常的:4。
1974年的德夫尼斯诉奥迪加德案是最高法院审理的第一个涉及高等教育中肯定性行动政策的案件:24-25。马科·德夫尼斯（Marco DeFunis）是一位白人，他两次向华盛顿州西雅图的华盛顿大学法学院递交入学申请，但都遭到了拒绝。该校招生办公室工作人员对德夫尼斯的评价要高于其招收的一些少数族裔学生，所以法学院拒绝德夫尼斯入学申请的根本原因就是肯定性行动政策。华盛顿州的地方审理法院判德夫尼斯胜诉，他因此进入该校就读，这一期间校方提出了上诉，华盛顿州最高法院推翻了地方法院判决，不过招收德夫尼斯入学的法院命令仍然有效，所以他得以继续就读。联邦最高法院之后受理了这个案件的上诉，双方也曾短暂进行辩论，但到了这个时候，德夫尼斯再过几个月就要毕业了，法学院也表示即使胜诉也不会要求他退学:22-45。在就案件的实际意义进行了进一步聆诉后，最高法院于1974年2月以5比4的投票结果认为原告德夫尼斯将于5月毕业，案件已经没有实际意义，因此驳回了案件:22-45。大法官小威廉·布倫南在自己有另外三位大法官同意的少数意见中指责多数派“回避”这些“将来必将回到联邦法院，并最终重返本法院”的问题。:22-45

### 艾伦·巴基
艾伦··巴基于1941年出生于佛罗里达州，祖上是挪威移民。父亲在邮局工作，母亲是小学教师。念高中时，巴基曾打入全美中学生荣誉奖学金竞赛的决赛，并于1959年考入明尼苏达大学，成为该校机械工程系的本科生，他还加入了海军预备役军官训练团，承诺毕业后进入部队服役来支付学费。巴基大学毕业时的成績平均積點（简称）为3.51。之后他进入美国海军陆战队服役四年，其中有7个月在越南担任防空部队指挥官。1967年，已经获得上尉军衔的巴基光荣退役。之后又成为美国国家航空航天局设在加利福尼亚州斯坦福大学附近一个高级研究中心的工程师，并在航空航天局的资助下进入斯坦福大学深造而获得机械工程硕士学位。巴基曾表示自己对医学的热忱源于越南，并在国家航空航天局工作期间不断滋长，这与他战争期间的经历，以及在航空航天局工作时有关太空飞行对人体影响的考量有关。1973年，巴基向12所医学院递交了入学申请，但全部遭到了拒绝。
巴基起初于1972年向南加州大学和伊利诺伊州的西北大学提出申请，但均因年龄问题遭拒，西北大学在回复中表示他的年龄已经超出学校的规定限制，当时的医学院有公然实行年龄歧视。
1973年，巴基向加州大学戴维斯分校提出申请，但由于受到岳母生病的影响，他的申请已经迟到。虽然他的成绩即便是在那些不属肯定性行动政策特殊照顾的申请者中都很出色，但由于申请时间迟，等到医学院开始考虑是否接收他时，入学席位已所剩无几:5。他的申请书中体现了对自己年龄的忧虑，也提到了他对祖国多年的牺牲以及因此而萌生出的济世救人的愿望。
医学院的招生委员会对所有申请者进行了评分，最高为500分，巴基获得了468分。这年早些时候，470分被定为自动录取分数线，还有一些分数较低但很有希望的申请者也获得了录取。巴基理科的成绩平均积点为3.44，总体成绩平均积点为3.46，之前为了满足医学院的入学资格要求，他到夜校学习了理科课程。在美国医学院入学考试中，巴基科学知识测验的准确率为97%，语言能力测验准确率为96%，定量分析94%，常识72%，总体评分72，而入读戴维斯分校的申请者平均成绩为69，肯定性行动政策特殊照顾申请者的平均成绩则低于33:52。1973年3月，巴基获邀到戴维斯学院参加面试。当时主持面试的西奥多·韦斯特博士（Dr. Theodore West）认为巴基虽然已有33岁，但无论在学术成绩、学习动力、个人能力、仪表和礼仪、成熟度等各个方面考虑都是一个非常理想的候选人，并推荐接受他的入学申请。但巴基在约两个月后的1973年5月下旬收到医学院的回复，他的入学申请仍然遭拒。
巴基找到医学院招生委员会主席乔治·劳里博士（Dr. George Lowrey），向后者表示了自己对肯定性行动招生政策的不满。应劳里的请求，助理院长彼得·斯托兰特（Peter Storandt）告诉巴基，他的候选资格已经非常接近，并鼓励对方重新申请。如果第二次仍未获准，“他就可以寻求法律途径。他是个优秀的候选人。我以为学校（第二次）会接受他的申请，事情也就平息下来了。”斯托兰特还告诉了巴基两位专长肯定性行动议题律师的名字。加州大学的总法律顾问表示：“我觉得斯托兰特无意伤害这所大学。这只是一个没有律师背景的人（却）给（他人）法律建议的简单例子。”斯托兰德表示：“我只是给了艾伦一个回应，这和你会给那些愤愤不平顾客的回应一样，都是为了给他降降火气。我有意识到大学可能会因配额问题而受到法律指控，我也觉得之后可能会在什么地方有人起诉本校，但我真没想到事情会就这样发生了。”斯托兰德因此受到降职，之后离开了大学。据伯纳德·施瓦茨（Bernard Schwartz）有关本案文章中的说法，斯托兰德是被解雇的:6-7。
1974年，艾伦·巴基再次向加州大学戴维斯分校医学院递交了入学申请。这次他经过了两次面试，一次是由学生面试官主持，之后巴基也获得了推荐。另一次由劳里博士进行，他在报告中认为巴基更多地会根据个人观点而不是对整个问题进行研究的结果来对一项议题给出非常明确的意见，还称巴基对招收少数族裔学生的方针非常不以为然:7-8。劳里对巴基的评价很差，这也是后者入学申请所需考核的各个领域中唯一没有获得高分的部分:8。巴基最后再次受到了拒绝，然而这两年因肯定性行动政策照顾而得以入学的少数族裔学生成绩与他相比都远远不及。并非所有少数族裔考生都是经特别委员会推荐获得录取，其中还有一部分会受招生委员会否决，但这对少数族裔的16个保留名额没有产生任何影响，从1971到1974年，共有272名白人希望通过肯定性行动的特殊政策得以入学，但没有任何人成功过。1974年时，特别委员会对所有申请肯定性行动招生程序照顾的白人学生予以一概否决，这段时间里，只有一位黑人学生和六名拉丁裔经正常招生渠道入学，但却有相当数量的亚裔学生获许入学就读。加州大学戴维斯分校仅偶尔会为退伍军人或是有不寻常背景的申请人破例。
根据1976年《洛杉矶时报》上的一篇文章，医学院院长有时会为大学一些“特殊朋友”的子女有更大的入学希望而出手干预招生工作。平均每年有5位学生因院长C·约翰·塔珀（C. John Tupper）的干预而入学，例如一位很有影响力的加州州议员的儿子就是其中之一，后者当时甚至都没提出申请。这种特殊选秀式的做法于1976年开始在加州大学校长大卫·S·撒克逊（David S. Saxon）的要求下予以中止。巴基的律师认为不可能在法庭上证明是这些选秀导致巴基未获录取，但代表全美城市联盟向法院提供法庭之友意见表示支持肯定性行动的一位律师表示，塔珀的做法令大学一方不愿在庭审时披露招生程序中的细节，对校方在案件上的前景构成了负面影响。

### 下级法院的判决

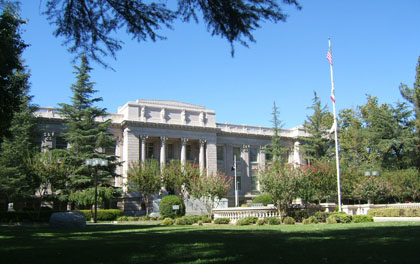
巴基案的首次聆讯在位于伍德兰的优洛县法院进行

1974年6月20日，第二次被医学院拒绝的巴基向位于优洛县的加利福尼亚州高等法院提起诉讼，希望法院命令学校让他入学，理由是后者针对少数族裔的特别录取政策违反了美国和加利福尼亚州宪法以及《1964年民权法案》的第六条。加州大学戴维斯分校的律师则向法官·莱斯利·曼科尔（F. Leslie Manker）请求裁定特别录取政策合宪且合法，并辩称即使没有为少数族裔设置保留配置，巴基的入学申请也会被拒绝。1974年11月20日，曼科尔法官判定特别录取政策违宪并且违反了《1964年民权法案》第六条：“不得基于种族或族裔群体而给予任何其他种族没有的特权和辖免权。”:56-57曼科尔下令医学院不得再将种族作为考虑因素，并在一个完全不考虑种族的政策下重新考虑巴基的入学申请:58。1975年3月7日曼科尔法官作出最终裁决后，控辩双方都提出了上诉，其中戴维斯分校于3月20日提出，原因是特别录取政策被裁定违宪，巴基也在4月17日上诉，原因是他没有获得法院的命令入学:58。
由于案情事关重大，加利福尼亚州最高法院于1975年6月26日下令双方绕过中间的上诉法院直接向该院上诉:18-19。1976年3月19日，双方在州最高法院展开辩论:19，9个不同组织以法院之友的身份提出了自己的意见，其中大部分支持大学一方:58-60。加利福尼亚州最高法院被认为是最开明的上诉法院之一，因此人们普遍预料该院会判决大学的特殊录取政策合法。然而到了1976年9月16日，法院却以6比1的投票结果支持了下级法院的裁决，其中的多数意见由首席大法官斯坦利·莫斯克（Stanley Mosk）执笔:58-60，他写道：“不应该有任何申请者因种族因素而遭拒”，所以学校也不能把种族作为入学资格的考量因素，来招收一些条件更差的申请人。大法官马修·O·托布莱纳（Matthew O. Tobriner）则表示，多数意见中有关州内开设更多医学院来适合白人和少数族裔要求的建议从成本角度考虑是不切实际的：“根据一个如此天马行空的猜测而拒绝少数族裔对医学界的参与，这是一个残忍的骗局。”法院禁止大学在招生过程中考虑种族因素，并责令其根据巴基在种族中立政策下也不会被录取的证据。之后在重新聆讯呈请时大学承认自己无法提供这样的证据，因此法院下令该校接纳巴基入学。

## 联邦最高法院审议

### 接受上诉和简要报告

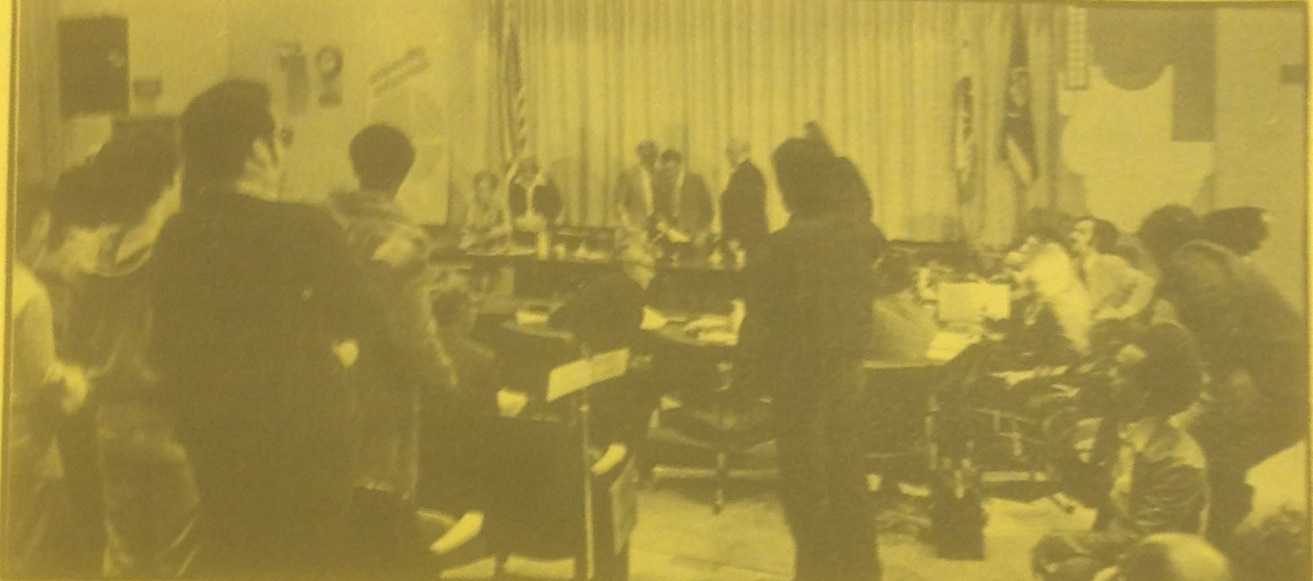
1977年6月20日，学生在一场会议上向加州大学董事会提出抗议

加州大学戴维斯分校向联邦最高法院请求暂缓巴基的入学，对州法院的判决予以审查。美国最高法院大法官威廉·伦奎斯特以美国联邦第九巡回上诉法院巡回法官的身份于1976年11月同意了这一请求。:61
1976年12月，大学递交了一份调卷令请愿书:61。曾参与过本案审理的一些大法官的文件显示，从1977年1月到2月，最高法院曾先后三次考虑是否要受理这个案件。法院下达调卷令需要有4位大法官同意，这三次考虑中每次都至少有这么多位大法官支持，但其中两次在一位大法官的要求下进行了重新审议。一些民权组织以法庭之友的身份联合向法院提出建议，呼吁法院不要重新审查这个案件，理由是加州大学戴维斯分校没有提供过去的医学院入学考试中存在歧视或偏见的证据。但是最高法院还是在2月22日下达了调卷令，案件于1977年10月进行了庭辩。:64-67:346-347

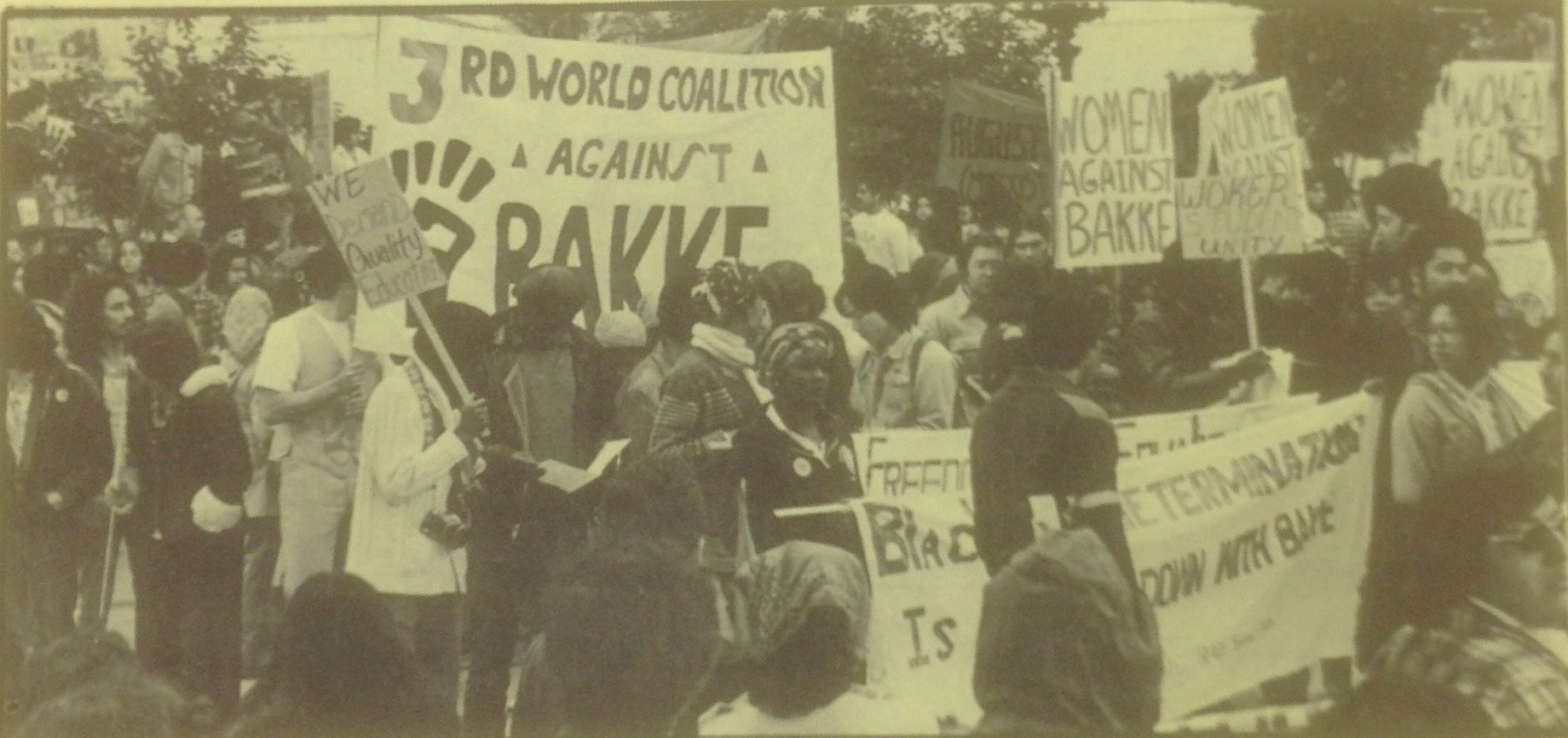
1977年5月7日，洛杉矶爆发了反对加利福尼亚州最高法院对巴基案判决的抗议活动

双方都正式提交了他们的简报。大学的律师团由前美国副检察长，水门事件特别检察官阿奇博尔德·考克斯（Archibald Cox）领头，他曾多次参加最高法院的法庭辩论。考克斯撰写了简报中的大部分内容，他在其中声称：“这场争论的结果将决定黑人、墨西哥裔及其他少数族裔的后代是否可以获得有意义的高等教育以及进入有学问专业的真正机会。”:68-69校方还声称巴基遭拒是因为他不能达到学校的要求。巴基的律师雷诺德·科尔文（Reynold Colvin）坚称，学校的特殊招生政策侵犯了他当事人受第十四条修正案平等法律保护条款规定的权利:69-70。有多达58个法院之友递交了他们的简报，这在当时创下了新的纪录，直到1989年才被有关堕胎问题的韦伯斯特诉生殖健康服务案（Webster v. Reproductive Health Services）打破。之后将成为最高法院大法官的魯思·金斯伯格为美國公民自由聯盟的简报签名，而之前案件以没有实际意义为由驳回的马科·德夫尼斯为美国青年争取自由组织（Young Americans for Freedom）撰写了简报:76-83。
除了其他多个法院之友外，美国联邦政府行政部门也通过副检察长递交了一份简报，但根据最高法院的规定，这份简报可能不会获得法院的许可。法院对案件进行审议时，民主党的新总统吉米·卡特已经上任，该简报的初稿既支持了肯定性行动，又认为加州大学戴维斯分校法学院的特殊招生政策应该取缔并招收巴基入学。这一立场激怒了许多民主党人，特别是少数族裔。1977年7月末，卡特宣布政府的简报将坚定支持肯定性行动。这份于1977年10月3日（最高法院口头辩论9天前）递交的文件表示，政府支持以定量的政策倾斜来弥补过去的歧视，但反对刚性的配额制度。:74-77联邦政府行政部门呼吁法院将案件发回重审，以便对案件事实加以进一步调查，这一点与多个民权团体在法院之友简报中的立场相同:74-77。
正当案件双方正在准备展开辩论时，又一位名叫丽塔·克兰西（Rita Clancy）的白人学生也以和巴基一样的理由起诉了加州大学医学院。1977年9月，下级法院命令学校录取克兰西并等待巴基案的裁决结果。最高法院就巴基案作出判决后，大学放弃了排挤她的做法，表示克兰西已经成功完成了医学院头一年的学业，所以可以留下来继续就读。

### 论述和审议

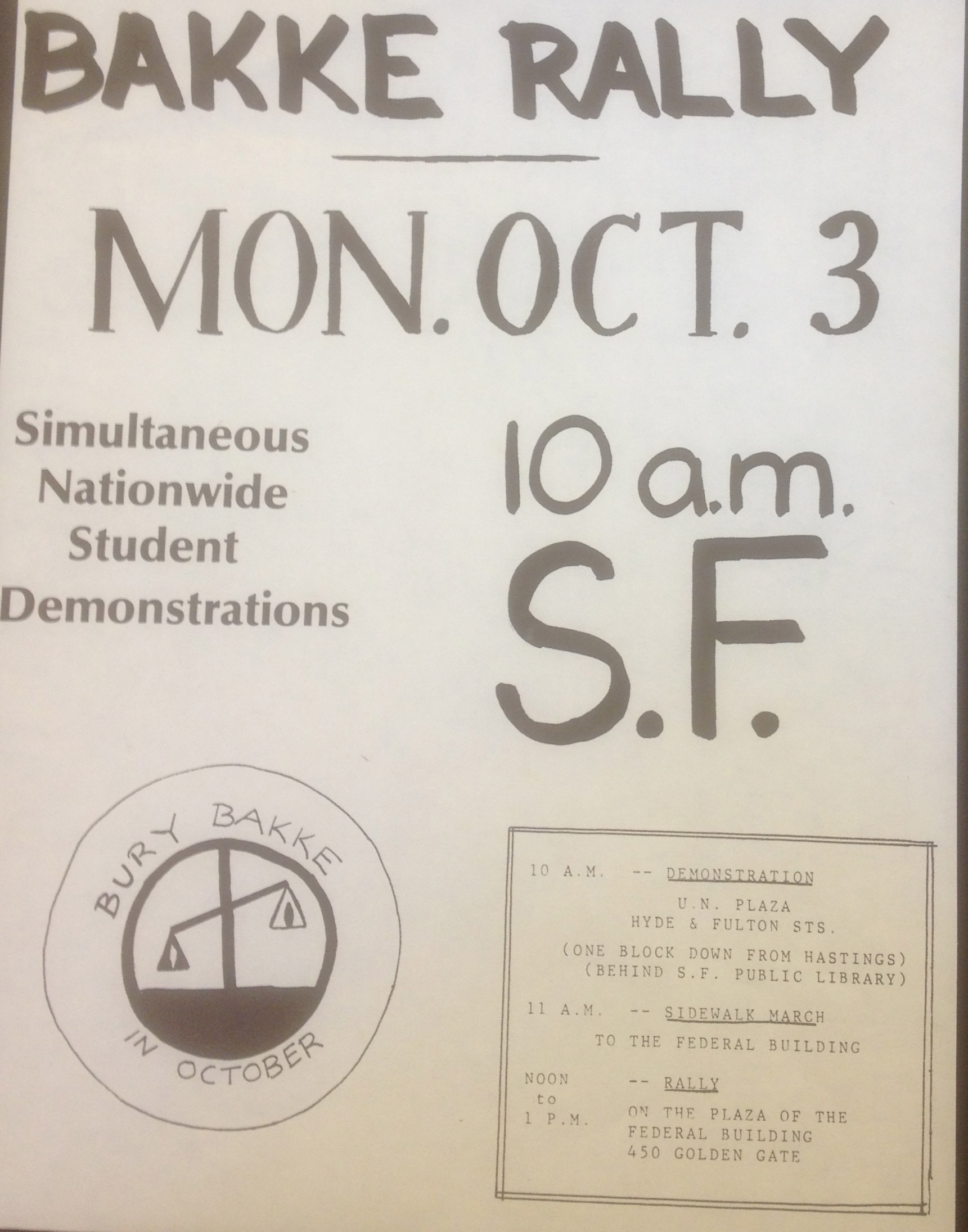
1977年10月的一张敦促支持肯定性行动的海报

1977年10月12日，案件在最高法院进行了口头辩论。这个案件引起了公众的强烈关注，有意聆听法庭辩论的公众从前一天的下午就开始排队。法院的审理过程花了两个小时，考克斯代表加州大学，科尔文代表巴基，副检察长韦德·H·麦克里（Wade H. McCree）代表联邦政府行政部门:47-52。大法官拜倫·懷特在庭审过程中告诫科尔文应该针对宪法而非事实来进行辩论。当大法官哈利·布萊克蒙对配额制度是否能够与体育奖学金相提并论提出质疑时，考克斯有些开玩笑地表示他同意大法官的看法，但指出自己是从哈佛大学毕业的，所以对于体育上的成功，“我不知道那是不是我们的目标，但我们做得不怎么样。”:48
口头辩论次日，大法官们开始通过书面备忘录来相互进行游说:347-349。1977年10月15日，大法官们召开了一次会议，决定让案件各方对《1964年民权法案》第六条的适用性提供更多的简报:103-104。加州大学于11月16日递交了补充简报，其中认为《1964年民权法案》第六条是宪法第十四条修正案平等保護條款的法定版本，由于修正案只针对政府行为，对私人行为无效，因此像巴基这样的个人原告也无权根据这一条款来进行追索。巴基一方则于次日递交了简报，科尔文认为巴基的确拥有私人诉讼权，而且自己的当事人无意让该校因被认为存在歧视而导致在第六条规定下失去联邦赞助，他只是希望可以入学:105-106。11月，布萊克蒙大法官离开哥伦比亚特区前往马约诊所接受前列腺手术治疗:107。
虽然有布莱克门的缺席，但大法官们仍在通过备忘录进行交流。大法官劉易斯·鮑威爾在11月22日发出的备忘录中分析认为，法院对一项政策予以最严格审查的标准通常是政府基于种族之类的原因而给予部分公民特殊对待，而学校针对少数族裔优惠的招生政策不符合这一标准，所以不应该进行审查。他在备忘录中认为肯定性行动在部分情况下是允许的。这些意见之后也大部分都包括在他起草的法院意见中。:81-85
12月9日，大法官们再次举行会议对案件进行讨论，布莱克门仍旧缺席。这次会议上有首席大法官沃伦·厄尔·伯格、大法官波特·斯图尔特、約翰·保羅·史蒂文斯和威廉·伦奎斯特四位大法官倾向维护加利福尼亚州最高法院的判决。大法官小威廉·布倫南、拜伦·怀特和瑟古德·马歇尔则希望支持学校的特殊招生政策。大法官布莱克门尚未对案情进行权衡，鲍威尔表明自己的意见后，布伦南希望可以凑齐五名大法官形成多数意见支持招生政策，或至少支持肯定性行动的一般原则，他向鲍威尔大法官表示，这意味着维持下级法院判决中的一部分，但会推翻另一部分，鲍威尔同意了这一方案。:98-107
1978年初，布莱克门回到最高法院，但他并不急于表明自己在案件上的立场。一直到5月1日他才向几位同事分发了备忘录，其中表明自己将加入布伦南的一派，支持肯定性行动和加州大学戴维斯分校的招生政策。这意味着鲍威尔成为决定胜负的一票。之后的8个星期裡，鲍威尔对自己的意见加以微调，来确保双方都能够接受。其他大法官则各自起草自己的意见书。:120-141

### 裁决

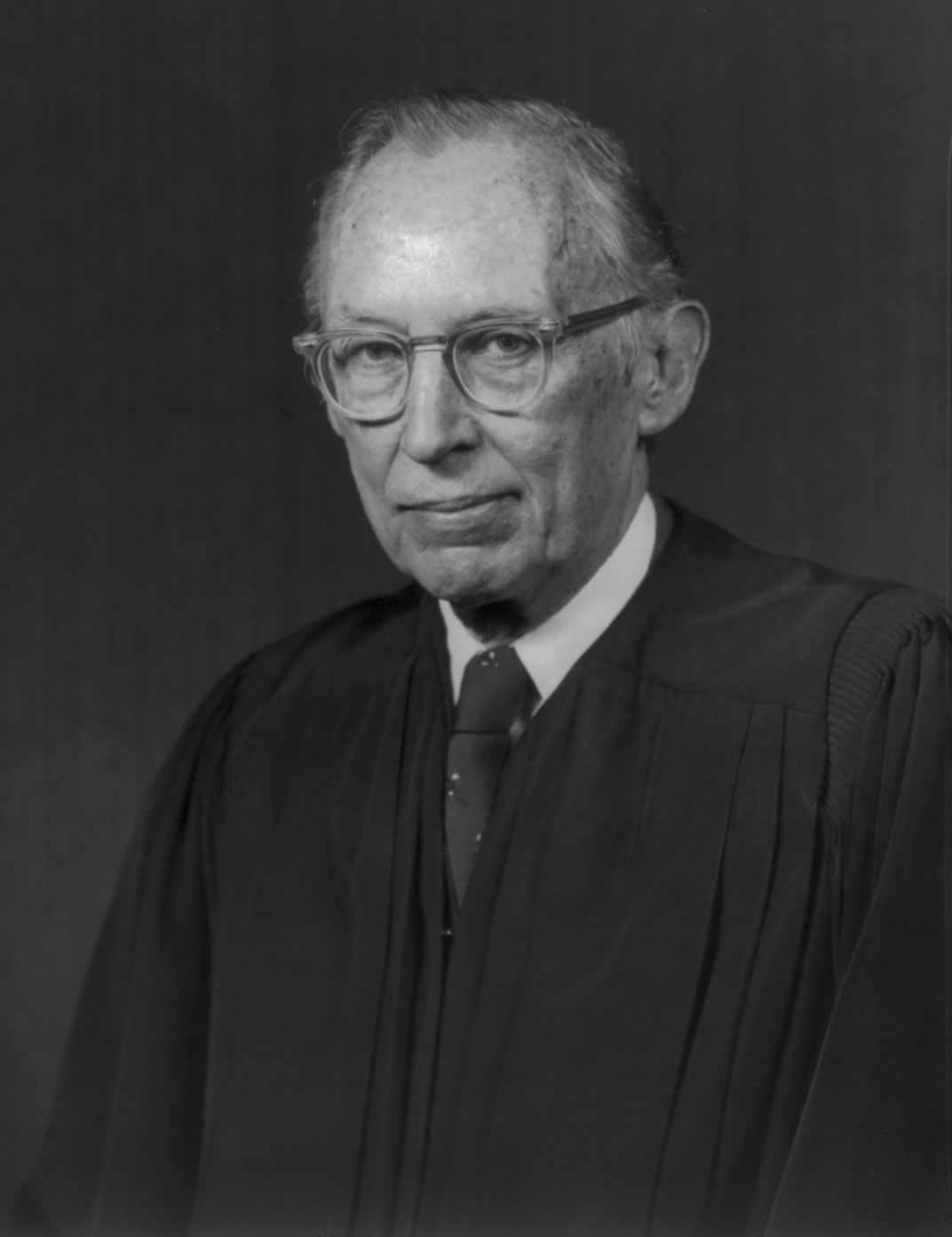
联邦最高法院大法官劉易斯·鮑威爾

1978年6月28日，联邦最高法院公布了对加州大学董事会诉巴基案的裁决。9名大法官一共起草了6份意见，其中没有任何一份拥有多数大法官的支持。大法官刘易斯·鲍威尔起草了代表法院意见的复数意见书——根据最高法院的先例，复数意见书代表多位大法官在最小范围内达成的一致意见。——史蒂文斯、伯格、斯图尔特、伦奎斯特四位大法官赞成意见书中判定加州大学戴维斯分校医学院特殊招生政策违法，巴基应予入学的部分；布伦南、怀特、马歇尔、布莱克蒙四位大法官赞成鲍威尔意见书中肯定性行动在部分情况下可以允许，但仍需由法院给予最严格标准审查的意见。因此，这推翻了加利福尼亚州最高法院有关学校招生时不得考虑种族因素的判决。

#### 鲍威尔的意见
大法官鲍威尔在列明案件事实后认为，如果案件的目的是探讨巴基在《1964年民权法案》第六条规定下是否拥有相应的私人权利，那么并没有必要对这个问题做出裁决。然后他论述了第六条的涵盖范围，认为该法所禁止的正是宪法中已经禁止的种族区别对待。
对于学校的招生政策本身，鲍威尔认为正如大学所争辩的那样，政策不是目的，而是一个种族决定资格——如果加州大学戴维斯分校能够找到16个符合最低标准的少数族裔学生，那么新生班级中向白人学生开放的就只有84个席位，但少数族裔却可以竞争全部的100个席位。他追溯了平等保护条款的判例史，得出的结论是该条款不仅仅是保护非裔美国人或是所有少数族裔的权利，而是保护所有美国公民的权利。只有在拥有令人信服的理由时，政府才能够以不同的态度对待不同的种族。
鲍威尔指出，为了对过去存在的歧视进行补救，学校给少数族裔保留一定数量席位的做法可能是合适的，虽然大学一方在简要报告中援引了一些种族意识补救措施的先例，例如学校废除种族隔离的案件，但加州大学戴维斯分校医学院并没有存在这种歧视的历史。他援引先例指出，当一个人因为背景或种族不同而导致完全没有机会享受政府提供的机会和利益时，这其中就存在着可疑分类。这样的歧视行为必须要有令人信服的理由才能正当化。鲍威尔认为，学校和政府让少数族裔的医生数量增加这并不能成为一个充分的理由，同时校方声称特别招生计划有助于让医生前往加州缺医少药地区的说法又过于含糊不清。毕竟有兴趣前往这些地区的的白人申请者也能起到同样的作用。不过鲍威尔也认为，维持学生团体的种族多样性可以成为政府执行肯定性行动政策令人信服的理由。
鲍威尔将案件分成两个问题：偏向少数族裔的特殊招生政策是否非法地歧视了艾伦·巴基？是否允许大学招生时将种族作为一个因素进行考虑？:137-139，同时也认为加州大学的招生政策中为少数族裔保留固定数量席位的做法的确对巴基构成歧视，后一部分意见得到了包括首席大法官伯格在内几位同事的认可:137-139。不过鲍威尔也指出，种族可以作为招生程序中的多个考虑因素之一，对此他在附录中列出了哈佛大学的例子，该校没有为少数族裔设置固定配额，但在招生时会为保持学生的种族多样性而选择一定数量的少数族裔申请人。这样，虽然一位白人在面对学术成绩不及的少数族裔竞争者时仍然有可能会败下阵来，但白人和黑人都可以通过非主观性的优势，如乐器和体育方面才能上胜出。鲍威尔认为该校的招生政策应该是符合宪法规定的，因为招生时把种族作为一个考量因素并不违反宪法。:137-139
鲍威尔的结论是，由于校方承认他们无法证明巴基在不存在特别招生政策的情况下仍然不会得到录取，所以加州最高法院下令招收巴基入学的做法是恰当的，最高法院予以支持。但是，学校有权把种族作为招生的其中一个考量因素，因此加州最高法院称学校不得把种族作为招生考虑因素的这部分判决被推翻。

#### 其他意见
大法官布伦南与马歇尔、怀特、布莱克门给出了共同的意见，在最高法院法庭上口头介绍自己的意见时，布伦南表示本案判决的“主要意思”是法院多数大法官都赞成继续实行肯定性行动:146-147。几位大法官在这份共同意见中写道：“政府可以在不会贬低或侮辱任何种族群体时将种族作为一项考虑因素，弥补过去遭受种族歧视少数族裔的劣势”。他们认为，只要是为了对过去的种族歧视加以弥补，任何招生政策，无论是涉及根据种族予以额外加分，还是专门保留一定数量的位置都是合宪的。
怀特发表的意见中表示，在他看来，根据《1964年民权法》的第六条，艾伦·巴基并没有私人诉讼权:140。瑟古德·马歇尔也单独写下了自己的意见，叙述了非裔美国人长期遭受歧视的历史，他得出的结论是：“我认为任何人在真正了解美国的过去后，都不会觉得一项试图对其加以补救的措施是不能容许的。”:139-140布莱克门写下了支持肯定性行动的意见：“为了平等待人，必须待人有别。我们不能——也不敢——让平等保护条款来延续种族上的优越性。”:140
大法官史蒂文斯、伯格、斯图尔特和伦奎斯特联名给出了对法院判决部分同意，部分异议的意见。其中认为法院并没有必要去判断基于种族的优惠政策是否合宪，而只需要看到一个事实，加州大学戴维斯分校歧视了巴基，违反了《1964年民权法》第六条，因此法院应责令学校纠正并录取巴基。“很显然，本案并不需要探讨种族是否应该成为招生中的一个考量因素这个问题，所以对其加以讨论也是不恰当的。”史蒂文斯称：“第六条中的禁令非常明确：任何获得联邦资金赞助的项目都不能用种族来作为将任何人拒之门外的理由。”他在总结中表示：“如果本院同意加州最高法院的判决，那么我也同意。如果本院要做出其它任何一个决定，我都将恭敬地表示异议。”

## 反响

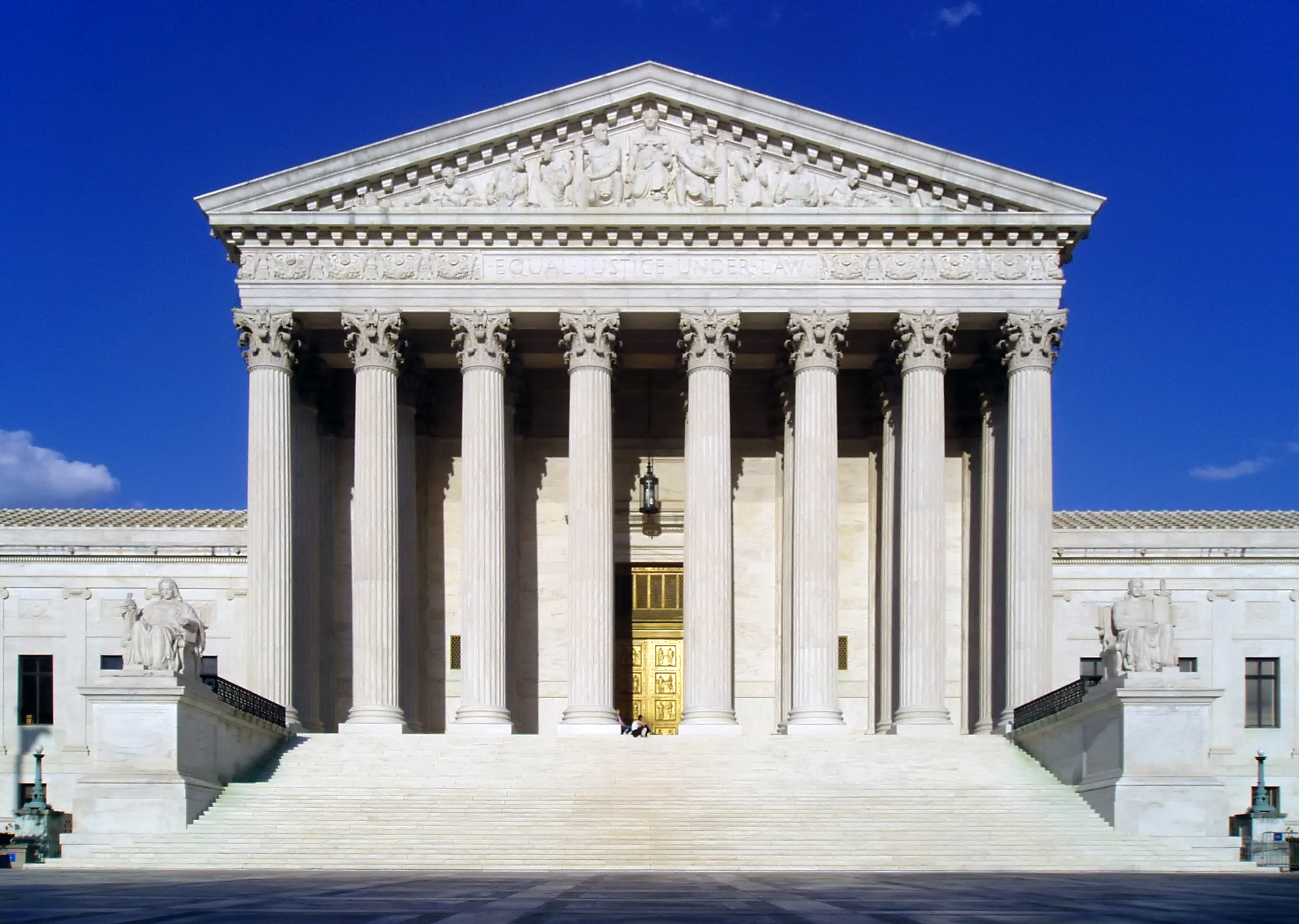
“法律面前人人平等”：美国联邦最高法院的西侧石柱上方的横石上刻有这句格言

报纸对本案的不同看法往往反映了其政治立场。保守的《芝加哥太陽報》将巴基得以入学列为头条新闻，同时指出法院允许部分情况下的肯定性行动政策。自由派的《华盛顿邮报》则以加大字体印出头条：《肯定性行动获得支持》（Affirmative Action Upheld），然后再表明法院下令学校录取巴基，并且取缔了配额制度:140-141。《华尔街日报》的头条称本案有着“共赢的裁决”:151-152。牛津大学法理学首席专家罗纳德·德沃金认为，法院的裁决让媒体和大部分公众都松了一口气，对其涉及的问题进行的全国性辩论各方都认为这个结果正是自己最想要的。
联邦司法部长格里芬·贝尔（Griffin Bell）在与总统吉米·卡特交流后称：“我的总体看法是肯定性行动得到了加强”，联邦政府将像之前计划的那样继续实行这类政策:142。公平就业机会委员会主席埃莉诺·福尔摩斯·诺顿向媒体表示该案的结果不会对委员会今后的工作带来任何改变:142-143。
哈佛法学院教授劳伦斯·特莱伯（Lawrence Tribe）于1979年写道：“法院由此维持了全美大多数高校所实行的肯定性行动政策，只有在这个不同寻常的情况下——有些人会说是不同寻常的坦诚，有些会说是不同寻常的失策——才取缔了医学院的政策。”。同年，罗伯特·M·奥尼尔（Robert M. O'Neil）在《加利福尼亚法律评论》（California Law Review）上发表的文章认为学校的硬性指标政策让招生人员别无选择，以致如果对少数族裔申请人的审核标准作出微调，也会导致不同的结果。之后将成为联邦法官的法学教授罗伯特·博克（Robert Bork）在《华尔街日报》上称投票支持肯定性行动的最高法院大法官都是“铁杆逆向歧视种族主义者”:142。
艾伦·巴基在案件审理期间接受了几次采访，最高法院判决当天他像往常一样前往帕羅奧圖上班。他通过科尔文律师发表声明，表示自己对这个结果感到欣慰，并计划在秋天开始进入医学院学习:143。大部分需要处理本案所将带来后果的律师和大学工作人员都觉得，这样的裁决对今后大学的招生并不会造成多大影响。与加州大学戴维斯分校法学院不同的是，大部分实行肯定性行动政策的高校并没有制定刚性的少数族裔录取名额规定，之后也没有打算这样做。根据伯纳德·施瓦茨有关本案文章中的说法，最高法院的裁决“允许招生人员给予某一种族优惠条件——但他们并不会像戴维斯分校这样公然提供16个‘配额’”:153。

## 余波
1978年9月25日，艾伦·巴基以“可能是美国最有名的新生”身份进入医学院学习。对于记者的提问和抗议者的喊声，他只是简单地说了一句“我很高兴能够来到这里”后就进行了登记。加州大学一开始拒绝支付艾伦·巴基的律师费，后者因此再次走上法庭，于1980年1月15日获得了18万3089美元的补偿:143。1982年，42岁的巴基从加州大学戴维斯分校医学院毕业，之后进入位于明尼苏达州羅徹斯特马约诊所开始行医:46。
1996年，加利福尼亚州主动禁止州内的公立学校将种族作为招生政策中的一个考量因素。该州的第209号提案规定“本州不得以种族、性别、肤色、族裔和民族出身为由在任何公共就业、公共教育和公共承包上对任何个人予以歧视或给予优惠待遇”。由沃德·康纳利（Ward Connerly）领头的加州大学董事会经投票决定不再把种族作为招生时的考虑因素。为了继续确保学生团队的多元化，该校实施了诸如招收全州高中成绩最好的4%学生等政策:164。有观点认为。这样的政策有利于居住在城市里的少数族裔学生。
罗纳德·德沃金曾在1978年警告称“鲍威尔的意见存在根本性的缺陷，如果（最高）法院需要在立场上保持连贯，那么所需要的司法工作比公众已经意识到的还要多得多”。最高法院仍在设法解决高等教育中的肯定性行动政策问题。在2003年的格鲁特诉布林格案中，最高法院以5比4的投票结果再次重审了本案中鲍威尔大法官的意见。之前有下级法院认为巴基案中各大法官立场不尽相同，因此担心这可能不是一个有约束力的先例，2003年的判决解决了这个问题。2013年的费舍尔诉德州大学案（Fisher v. University of Texas）中，最高法院以7比1的投票结果对其立场作出了微调，法院禁止彻底的配额制度，但仍然允许高校招生时考虑种族因素，不过法院还必须针对肯定性行动政策加以评判。